# ガンビー (モンティ・パイソン)

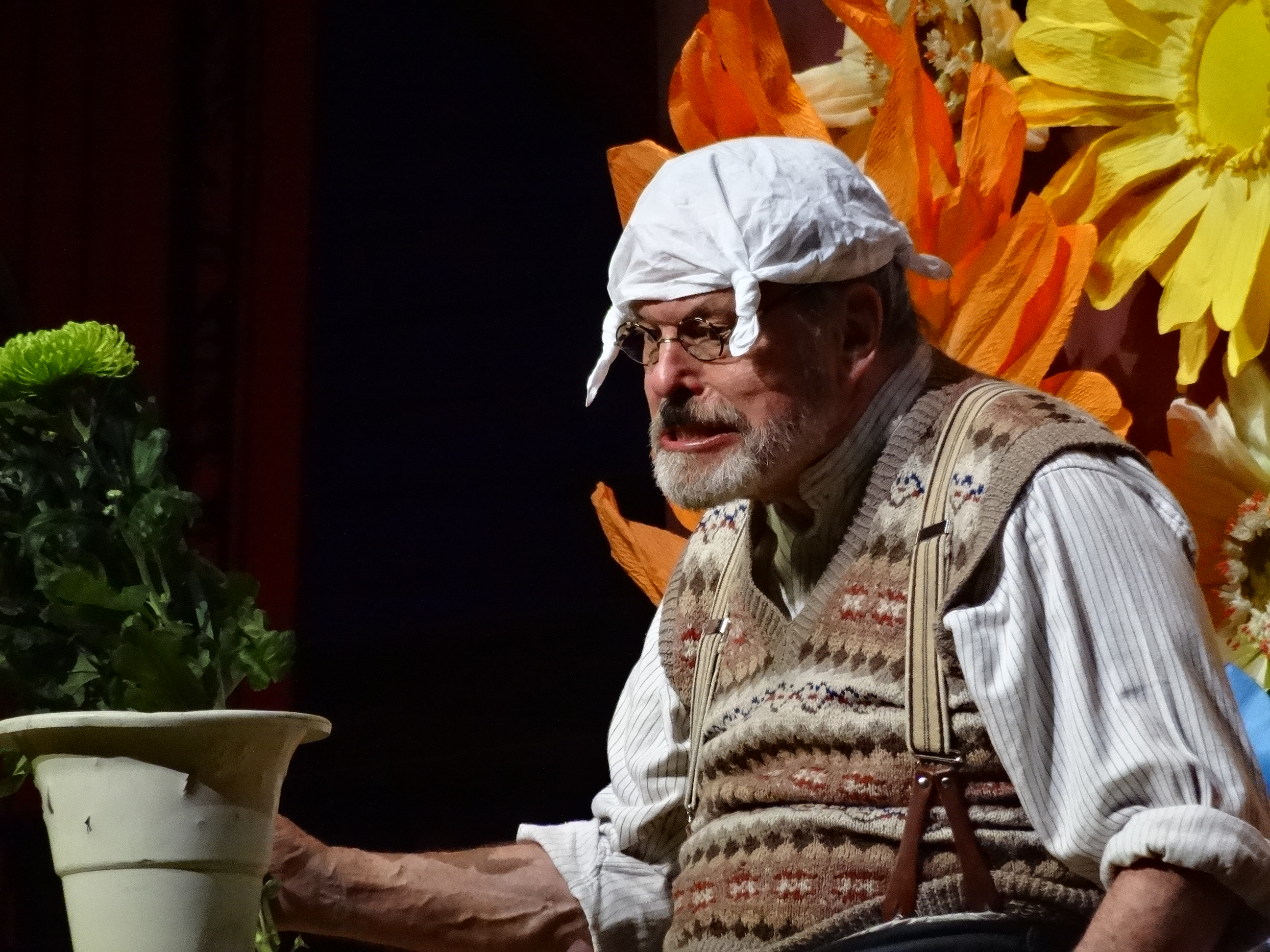
『復活ライブ!』でテリー・ギリアムが演じたガンビー（2014年）

ガンビー（英: Gumbys）は、『空飛ぶモンティ・パイソン』に登場するキャラクターの1つである。モンティ・パイソンメンバーの中では、マイケル・ペイリンが演じた回数が最も多い。

## ガンビーの姿
ガンビーはヒトラーやチャップリンのようなひげ (Toothbrush moustache) を生やし、頭には四隅が結ばれたハンカチを載せている。細いワイヤーフレームの丸眼鏡をかけており、サスペンダーで吊られたズボンは膝丈程度にまくり上げられている。彼らはほぼ必ずフェアアイル柄のタンクトップ・セーターを着ており、1950年代の襟カラー無しシャツを袖までまくり上げ、ゴム・ブーツを履いている。
ガンビーたちは、拳を握り締め、腕を霊長類のように前に出していることが多い（ゴリラが歩く時のような格好である）。彼らは顎を突き出して受け口にし、大声でゆっくりと、音節ごとはっきりと発音して喋る。

## スケッチへの登場
「ガンビー」というキャラクターはマイケル・ペイリンによって作られ、ジョン・クリーズによって初めて演じられた。初登場は第1シリーズ第9話「アリのご紹介」で、グレアム・チャップマンが演じたものである。この時は、「R・J・ガンビー教授」としてクレジットされている。パイソン・メンバーは、全員ソロでガンビーを演じたことがあるが、ガンビーとしての登場回数が最も多いのはマイケル・ペイリンである。『空飛ぶモンティ・パイソン』第3シリーズのオープニングは、ペイリン演じるガンビーによるタイトルコールで始まる。ガンビーは、『木こりの歌』の木こり、『スペイン宗教裁判』のヒメネス枢機卿と並び、ペイリンの代表役の1つとなっている。
ガンビー（もしくはガンビーたち）は、しばしばスケッチ間のつなぎとして登場し、社会問題への持論を展開することが多い。第2シリーズ第4話「バズ・オルドリン・ショー」では、「建築家スケッチ」・保険業者コント・薬局スケッチをガンビーたちが紹介し、番組の終わりにも彼らが登場した。
ガンビーが主役のスケッチとしては、第2シリーズ第12話「スパム」で放送された『ガンビー教授の生け花教室』、第3シリーズ第6話「マリー・ホワイトハウスなんかぶっ飛ばせ！」で放送された『ガンビーのガンビーによる脳外科手術』などがある。『ガンビーのガンビーによる脳外科手術』での台詞 "My brain hurts!"（訳：「ぼく脳が痛むの！」）は、ガンビーの台詞として有名なものである。
映画第2作『モンティ・パイソン・アンド・ホーリー・グレイル』のトレイラーにもガンビーが登場するが（声はペイリン）、すぐにトレイラーの監督の声（声：アイドル）で止められてしまう。このトレイラーは、2001年にアメリカ向けに制作されたもので、現在発売されているソニー版ディスクに収録されている。
パイソンズの30周年を記念したスペシャル (Python Night – 30 Years of Monty Python) では、逝去したチャップマンを除く5人が全員でガンビーを演じた。なおチャップマンの役はエディー・イザードが演じた。
2014年の『復活ライブ!』では、テリー・ギリアムが「D・P・ガンビー」として『ガンビー教授の生け花教室』を演じた。この役は初出ではペイリンが演じている。また、ディスクのスリーブには6人全員がガンビーの格好で写っており、特典映像「グリーンスクリーンでの撮影」では、アイドル以外の4人がガンビー姿で収録を行う様子が収められている。

## ガンビーたちの名前
ほとんどの場合ガンビーたちに名前は与えられておらず、全員が「ミスター・ガンビー」（英: "Mr. Gumby"）として呼ばれる。一方で、時には彼らの名前がテロップとしてクレジットされることがある。その一例を以下に示す。
- R・J・ガンビー教授（英: Prof. R.J. Gumby）：はじめチャップマンが演じ、後にペイリンが演じた。
- F・H・ガンビー教授（英: Prof. F.H. Gumby）：アイドルが演じた。
- L・R・ガンビー教授（英: Prof. L.R. Gumby）：チャップマンが演じた。
- イーニッド・ガンビー教授（英: Prof. Enid Gumby）：クリーズが演じた。
- D・P・ガンビー（英: D. P. Gumby）：主にペイリンが演じた。『復活ライブ!』ではギリアムが演じている。
- T・F・ガンビー（英: T. F. Gumby）：主にペイリンが演じた。

## 登場スケッチ一覧

### TVシリーズ
| シリーズ                        | 話数   | 登場スケッチ                                 | 演者（役名） |
| ------------------------------- | ------ | -------------------------------------------- | --- |
| 第1シリーズ （1969年 - 1970年） | 第9話  | 『ガンビー教授のTV番組批判』                 | チャップマン（R・J・ガンビー教授） |
| 第1シリーズ （1969年 - 1970年） | 第11話 | 『歴史の世界（その3）』                      | ペイリン（R・J・ガンビー教授） アイドル（F・H・ガンビー教授） チャップマン（L・R・ガンビー教授） クリーズ（イーニッド・ガンビー教授） |
| 第1シリーズ （1969年 - 1970年） | 第12話 | 『ヒトラーのいる民宿』                       | ジョーンズ |
| 第1シリーズ （1969年 - 1970年） | 第13話 | 『歴史上人物のモノマネ・ショー』             | ジョーンズ ペイリン |
| 第2シリーズ （1970年）          | 第2話  | 『税金問題』                                 | クリーズ |
| 第2シリーズ （1970年）          | 第4話  | （全編を通し度々登場）                       | チャップマン クリーズ アイドル ジョーンズ ペイリン                                                                                    |
| 第2シリーズ （1970年）          | 第11話 | 『宗教のホンネ』                             | ジョーンズ |
| 第2シリーズ （1970年）          | 第11話 | 『政府広報第42「他人から身を隠す方法」』     | ペイリン |
| 第2シリーズ （1970年）          | 第12話 | 『ガンビー教授の生け花教室』                 | ペイリン（D・P・ガンビー） |
| 第3シリーズ （1972年 - 1973年） | 第3話  | 『ケン・ラッセルの「ガーデン・パーティー」』 | ペイリン |
| 第3シリーズ （1972年 - 1973年） | 第6話  | 『ガンビーのガンビーによる脳外科手術』       | チャップマン クリーズ ギリアム アイドル ジョーンズ ペイリン（T・F・ガンビー）                                                         |

### その他の主な登場
| 媒体         | 登場作品                                       | 登場スケッチ                             | 演者（役名）                                                                                    |
| ------------ | ---------------------------------------------- | ---------------------------------------- | ----------------------------------------------------------------------------------------------- |
| 映画         | 『モンティ・パイソン・アンド・ナウ』（1971年） | 『政府広報第42「他人から身を隠す方法」』 | ペイリン                                                                                        |
| アルバム     | "Another Monty Python Record"（1971年）        | "Gumby Theatre"                          | クリーズ、アイドル、ペイリン （L・D・ガンビー、M・J・ガンビー、R・S・ガンビー、N・D・ガンビー） |
| アルバム     | "Monty Python Live at Drury Lane"（1973年）    | "Gumby Flower Arranging"                 | ペイリン（D・P・ガンビー）                                                                      |
| アルバム     | "Monty Python Live at City Center"（1976年）   | "Gumby Flower Arranging"                 | ペイリン（D・P・ガンビー）                                                                      |
| TVスペシャル | 『パイソン・ナイト』（1999年）                 | 『新作コント その1』                     | クリーズ、ギリアム、ジョーンズ、ペイリン、エディー・イザード                                    |
| ライブ       | 『モンティ・パイソン 復活ライブ!』（2014年）   | 『ガンビー教授の生け花教室』             | ギリアム（D・P・ガンビー）                                                                      |

## 他の作品への登場
ガンビーはテレビ番組『ザ・グッディーズ』の2エピソード（"Scatty Safari"、"The Goodies Rule – O.K.?"）にも出演している。番組と同名のコメディ・グループ、ザ・グッディーズは、後からガンビーたちをジョンとエリックだと紹介した。